# Gratis (pamflet)
Gratis (łac. darmo) – antyjezuicki pamflet satyryczny polskiego matematyka Jana Brożka, profesora Akademii Krakowskiej, ogłoszony anonimowo w 1625 roku formie dialogu Ziemianina z Plebanem. Jest to szydercza reakcja na list Mikołaja Łęczyckiego. Autor krytykuje głównie metody działania jezuitów w szkolnictwie polskim: zabieganie o popularność wśród szlachty, rzekomą bezpłatność szkół jezuickich (stąd tytuł pamfletu), następnie metody wychowania moralnego i umysłowego. Utwór ten uważany jest przez niektórych badaczy za jedno z najlepszych pism polemicznych dawnej literatury polskiej i za jedno z największych dzieł europejskiej literatury antyjezuickiej.
Wskutek „skandalu i powszechnego oburzenia”, jakie wywołał pamflet Gratis, został on publicznie spalony przez kata, drukarz zaś ochłostany pod pręgierzem. Z zarzutami Brożka polemizował Fryderyk Szembek w dziele Gratis plebański, Gratis wyćwiczony (Poznań 1627).